# Lijst van gouverneurs van Nederlands-Ceylon

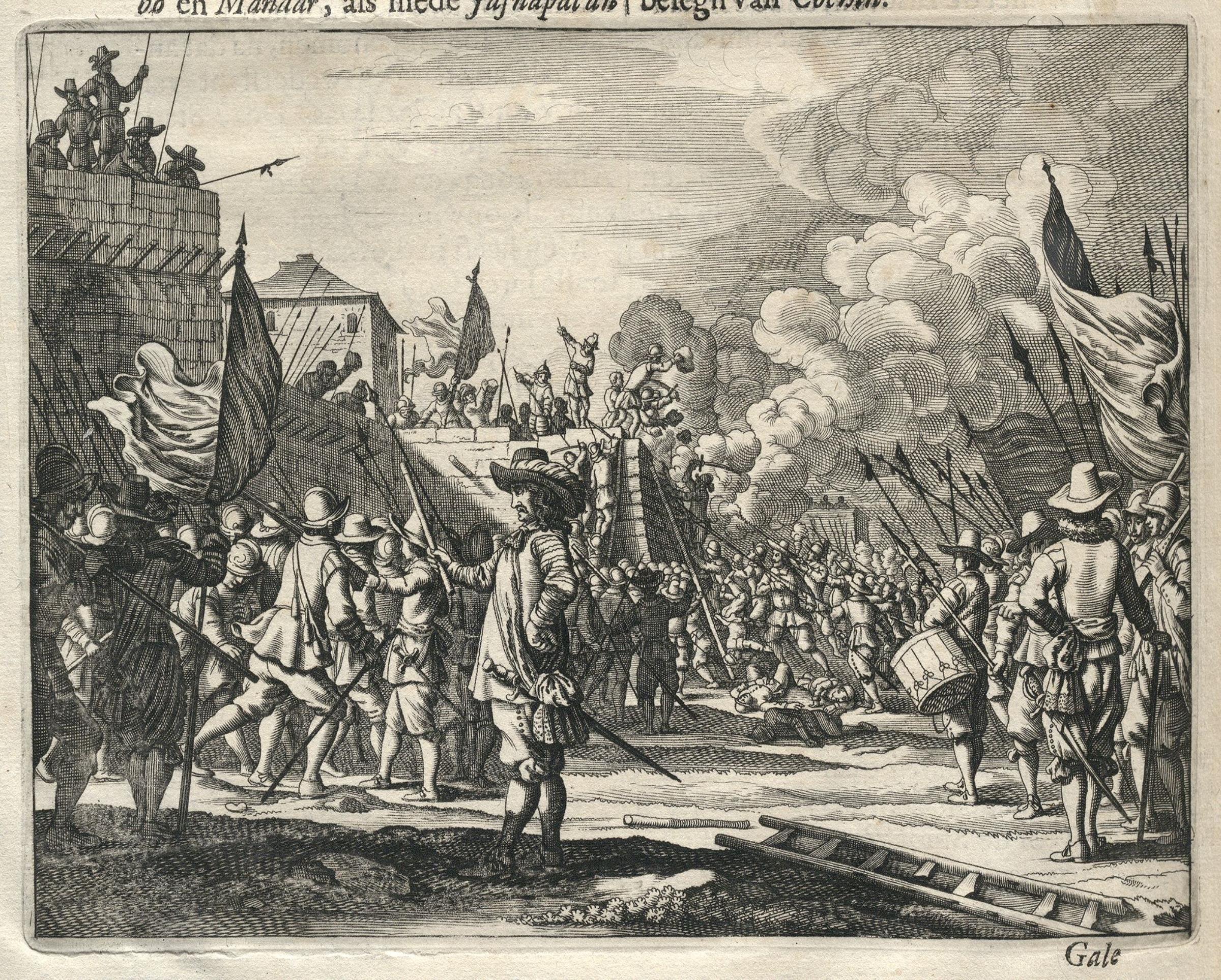
Galle wordt ingenomen door Willem Jacobsz. Coster, de eerste gouverneur van Nederlands-Ceylon.

Ceylon (tegenwoordig Sri Lanka) was tussen 1640 en 1796 een kolonie van de Vereenigde Oostindische Compagnie. Het bestuur bestond uit een gouverneur en de Raad van Ceylon, ook wel Politieke Raad genoemd. De besluiten werden bij meerderheid van stemmen genomen en waren bindend voor de gouverneur. De Raad bestond uit maximaal 8 leden. De belangrijkste was de hoofdadministrateur, die als secunde, oftewel vice-gouverneur fungeerde, en verantwoordelijk was voor het bestuur van het district Colombo. Dan was er de dessave van het district Colombo. Een dessave sprak de streektaal en stond aan het hoofd van het inheemse bestuur in een district. Hij was verantwoordelijk voor de grond- en andere belastingheffing en de levering van de traditionele herendiensten in de feodaal-agrarische samenleving van Ceylon. Deze waren vastgelegd per kaste. Behalve die voor openbare werken waren vooral de diensten voor het schillen en vervoeren van kaneel en het vangen van olifanten voor de VOC van groot belang. Verder waren er de opper-pakhuismeester, de fiscaal (die klachten op schrift stelde en rechtszaken aanbracht bij de gerechtshoven), de boekhouder, de secretaris (met een grote staf van schrijvers die alle besluiten opschreven en brieven en documenten kopieerden), het hoofd van het soldijkantoor (dat alle lonen uitbetaalde), en de commandant van de militairen. Ook de commandeurs van de districten Jaffna en Galle maakten deel uit van de Raad, maar zij woonden de vergaderingen slechts bij als ze in Colombo waren. Ook zij werden bijgestaan door een raad. 
Hieronder een lijst van de gouverneurs.
- 1640 Willem Jacobsz. Coster
- 1640-1646 Jan Thijssen Payaart
- 1646-1650 Joan Maetsuycker, later gouverneur-generaal van Nederlands-Indië
- 1650-1653 Jacob van Kittensteyn
- 1653-1662 Adriaan van der Meijden
- 1662-1663 Rijcklof van Goens, later gouverneur-generaal van Nederlands-Indië
- 1663-1664 Jacob Hustaert
- 1665-1675 Rijcklof van Goens
- 1675-1679 Rijcklof van Goens de Jonge
- 1679-1692 Laurens Pijl
- 1692-1697 Thomas van Rhee
- 1697-1702 Gerrit de Heere
- 1703-1707 Mr. Cornelis Jan Simonsz.
- 1707-1716 Hendrik Becker
- 1716-1723 Mr. Isaak Augustijn Rumpf
- 1723-1726 Johannes Hertenberg
- 1725-1726 Johan Paul Schagen
- 1726-1729 Mr. Pieter Vuyst
- 1729-1732 Stephanus Versluys
- 1733-1736 Mr. Diederik van Domburg
- 1736-1740 Gustaaf Willem van Imhoff sr., later gouverneur-generaal van Nederlands-Indië
- 1740-1742 Willem Maurits Bruininck
- 1742-1743 Daniel Overbeek
- 1743-1751 Julius Valentijn Stein van Gollenesse
- 1751-1752 Gerard Johan Vreelandt
- 1752-1756 Joan Gideon Loten
- 1756-1761 Jan Schreuder
- 1761-1765 Lubbert Jan van Eck
- 1765-1785 Mr. Iman Wilhelm Falck
- 1785-1794 Willem Jacob van de Graaff
- 1794-1796 Johan van Angelbeek